# Eddy De Pauw
Eddy De Pauw (ur. 8 czerwca 1960) – belgijski lekkoatleta specjalizujący się w biegach długodystansowych. Sukcesy odnosił również w biegach przełajowych.

## Sukcesy sportowe
W 1979 r. zdobył w Bydgoszczy srebrny medal mistrzostw Europy juniorów w biegu na 5000 metrów (z czasem 13:52,19, za Steve’em Binnsem). W tym samym roku zdobył w Limerick tytuł mistrza świata juniorów w biegu przełajowym na dystansie 7,4 kilometra. W 1980 r. w Paryżu zdobył brązowy medal mistrzostw świata w drużynowym biegu przełajowym seniorów.
Trzykrotnie zdobył tytuły mistrza Belgii: w latach 1985 (w biegu na dystansie 5000 metrów), 1986 (w biegu przełajowym na długim dystansie) oraz 1987 (w biegu na dystansie 10 000 metrów).

## Rekordy życiowe
- bieg na 1500 metrów – 3:41,30 – Kessel-Lo 16/07/1986
- Bieg na milę – 3:59,90 – Ninove 28/07/1987
- bieg na 2000 metrów – 5:07,56 – Duffel 07/08/1988
- bieg na 3000 metrów – 7:53,40 – Bornem 03/08/1979
- bieg na 5000 metrów – 13:35,20 – Louvain 31/07/1980
- bieg na 10 000 metrów – 28:32,00 – Bruksela 15/07/1980